# Franz Schlegelberger
Louis Rudolph Franz Schlegelberger (Königsberg, 23 oktober 1876 - Flensburg, 14 december 1970) was een Duits rechter en politicus die als minister van justitie in het kabinet van Adolf Hitler diende. Hij stond tijdens het juristenproces (tijdens de Processen van Neurenberg) terecht waar hij tot levenslang werd veroordeeld. Hij zat 5 jaar uit vooraleer in 1950 te worden vrijgelaten vanwege zijn slechte gezondheid.
Schlegelberger was vanaf 1922 hoogleraar in de rechtsgeleerdheid aan de Berlijnse Humboldt-Universiteit. In 1931 werd hij staatssecretaris in het Rijksministerie van Justitie, een positie die hij behield na de machtsovername van Hitler. In 1938 dwong Hitler hem om lid van de NSDAP te worden. Vervolgens was hij van 1941 tot 1942 minister van justitie. Hij droeg kennis van de besluiten van de Wannseeconferentie en werkte aan de uitvoering daarvan mee.
Na zijn vervroegde vrijlating uit de gevangenis genoot dr. Schlegelberger een royaal pensioen. Tot aan zijn dood woonde hij in Flensburg, waar hij op 94-jarige leeftijd overleed.
Adolf Hitler · Franz von Papen · Konstantin von Neurath · Joachim von Ribbentrop · Wilhelm Frick · Heinrich Himmler · Lutz Schwerin von Krosigk · Alfred Hugenberg · Kurt Schmitt · Hjalmar Schacht · Hermann Göring · Walther Funk · Franz Seldte · Franz Gürtner · Franz Schlegelberger · Otto Georg Thierack · Werner von Blomberg · Wilhelm Keitel · Freiherr von Eltz-Rübenach · Julius Heinrich Dorpmüller · Wilhelm Ohnesorge · Walther Darré · Herbert Backe · Joseph Goebbels · Bernhard Rust · Fritz Todt · Albert Speer · Alfred Rosenberg · Hanns Kerrl · Hermann Muhs · Otto Meißner · Hans Heinrich Lammers · Martin Bormann · Karl Hermann Frank · Rudolf Hess · Ernst Röhm · Paul Giesler
- Bibliothèque nationale de France: cb123535661 (data)
- CiNii: DA00783815
- Gemeinsame Normdatei: 118958275
- International Standard Name Identifier: 0000 0001 1024 9393
- Library of Congress Control Number: n83141074
- Nationale Bibliotheek van Tsjechië: mub2018993127
- Nationale Bibliotheek van Israël: 987007443936505171
- Nationale Bibliotheek van Polen: a0000002905559
- Nederlandse Thesaurus van Auteursnamen: 071410910
- Système universitaire de documentation: 032521545
- Virtual International Authority File: 36993397
- WorldCat: E39PBJth3BbrQfHdYWhHfhMgKd